# Mesiá (ort i Grekland, Mellersta Makedonien)
Mesiá är en ort i Grekland.   Den ligger i prefekturen Nomós Kilkís och regionen Mellersta Makedonien, i den norra delen av landet, 300 km norr om huvudstaden Aten. Mesiá ligger 34 meter över havet och antalet invånare är 363.
Terrängen runt Mesiá är lite kuperad. Runt Mesiá är det ganska tätbefolkat, med 72 invånare per kvadratkilometer. Närmaste större samhälle är Giannitsá, 17,3 km sydväst om Mesiá. Trakten runt Mesiá består till största delen av jordbruksmark.